# Linden (Alabama)
Linden település az USA Alabama államában, Marengo megyében, melynek megyeszékhelye is. Lakosainak száma 1930 fő (2020. április 1.).

## Népesség
A település népességének változása:

| 2010 | 2 123 |
| 2020 | 1 930 |